# يو أس أس فورستال(سي في-59)

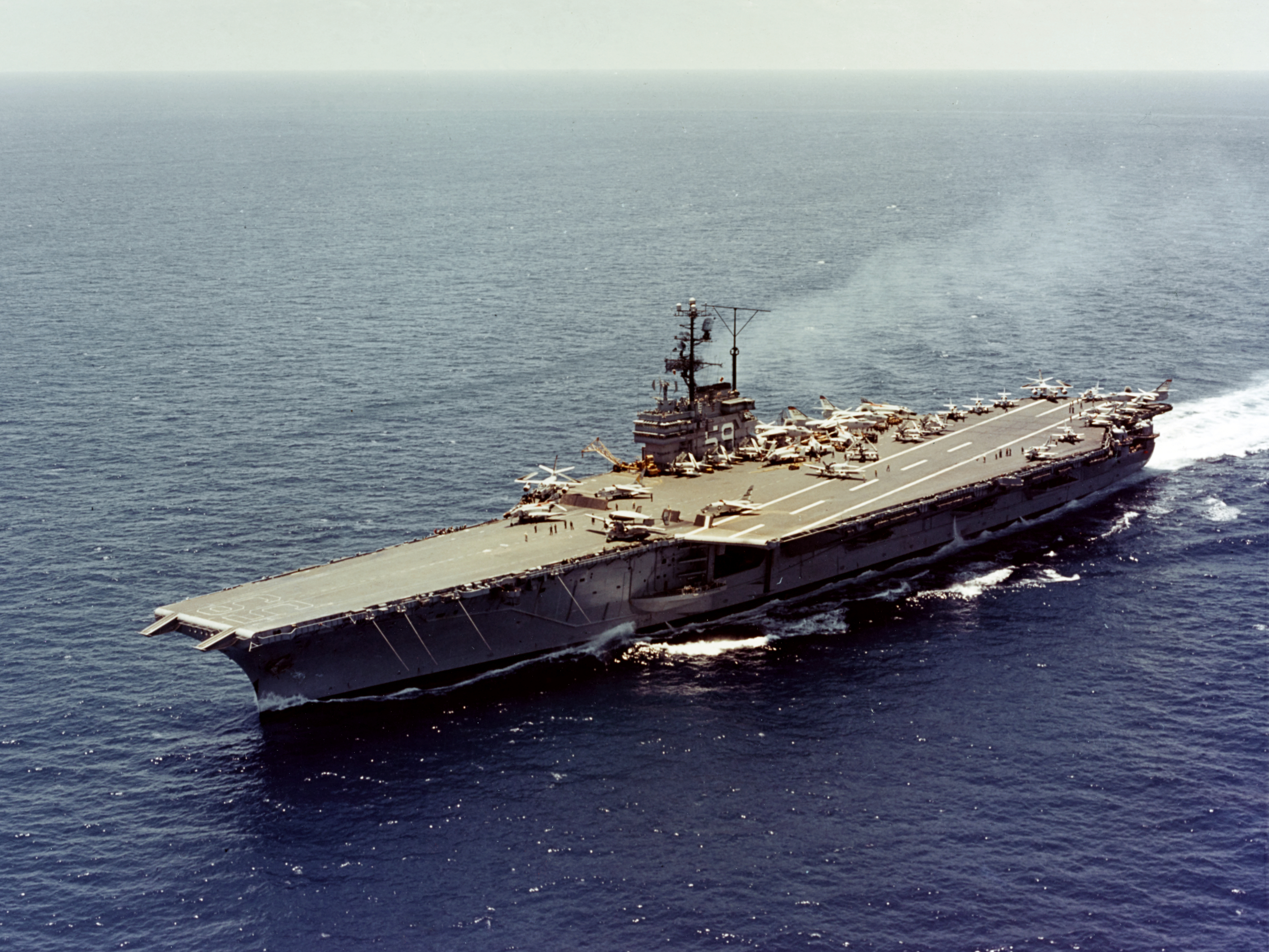

يو أس أس فورستال (سي في-59) (فيما بعد سي في إيه-59، ثم إيه في تي-59) كانت حاملة طائرات خارقة سميت باسم وزير الدفاع الأول جيمس فورستال. شغلت في عام 1955، كانت أول حاملة طائرات منجزة، وكانت السفينة الرائدة في فئة فورستال. على عكس خليفتها نيميتز، كانت فورستال وفئتها تعملان بالطاقة التقليدية. لقد تفوقت على حاملة الطائرات اليابانية شينانو التي حاربت في الحرب العالمية كأكبر حاملة طائرات تم بناؤها، وكانت أول حاملة طائرات مصممة لدعم الطائرات النفاثة.

## البناء والتشغيل
وضعت السفينة في نيوبورت نيوز لبناء السفن في 14 يوليو 1952. تعرض تصميمها للتغيير عدة مرات خلال عملية البناء، حيث أن تصميم جسر التصغير الذي تم التخلي عنه في حاملة الطائرات يو أس أس الولايات المتحدة الملغية وتم إستبداله بتصميم هيكل الجزيرة التقليدي، وتم تعديل سطحها ليشمل سطح هبوط بزاوية، ومطلقات بخارية بالاعتماد على الابتكارات البريطانية. أطلقت في 11 ديسمبر 1954 وأدخلت في الخدمة في 1 أكتوبر 1955.